# Історія (Тацит)
Історія (лат. Historiae) — римська історична хроніка Тацита. Написана близько 100—110 рр., охоплює період 69 — 96 рр., що включає рік чотирьох імператорів після падіння Нерона, а також період між піднесенням династії Флавіїв при Веспасіані і смертю Доміціана.

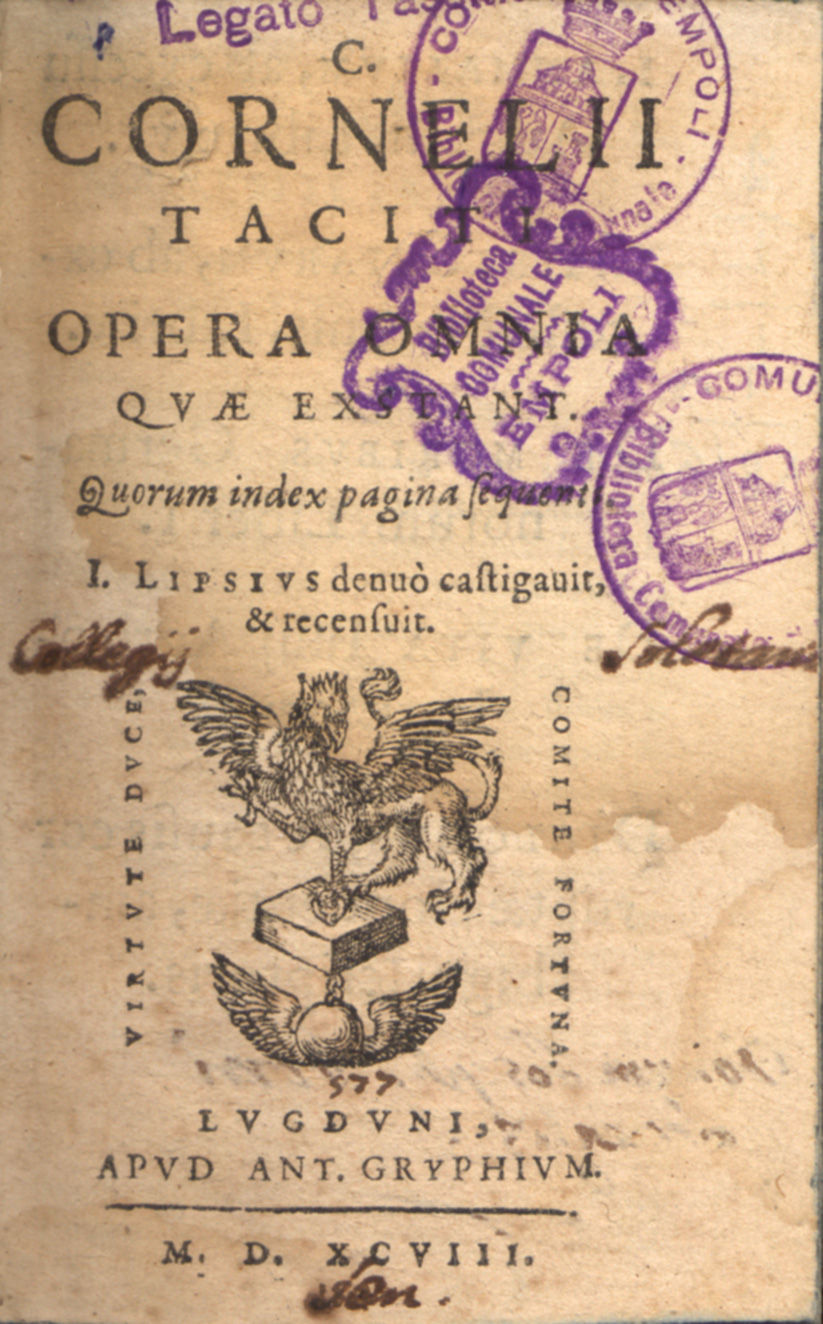
Титульний аркуш видання творів Тацита 1598 року, що зберігається в Емполі, Італія.

Разом «Історія» та «Аннали» складають 30 книг. Святий Ієронім прямо посилається на дані книги, і приблизно половина з них збереглася до наших днів. Хоча вчені розходяться в думках щодо того, як розподіляти книги за кожним твором, традиційно чотирнадцять книг відносять до «Історії», а шістнадцять — до «Анналів». Друг Тацита Пліній Молодший посилався на «твої історії», коли писав Тацит про більш ранню працю.
На той час, коли Тацит закінчив «Історії», вони охоплювали римську історію з 69 р. н. е., після смерті Нерона, до 96 р. н. е., кінця правління Доміціана. «Аннали» присвячені п'яти десятиліттям до Нерона, з 14 р. н. е., правління Тіберія, до 68 р. н. е., коли помер Нерон.

## Опис

Римська імперія, 69. Після смерті імператора Нерона чотири найвпливовіших вельможі в Імперії послідовно змагалися за імперську владу.

В одному з перших розділів «Агріколи» Тацит заявляє, що хоче розповісти про роки Доміціана, Нерви та Траяна. В «Історії» проект був змінений: у введенні Тацит каже, що займеться епохою Нерви та Траяна пізніше. Натомість він охоплює період, що почався з громадянських воєн Року чотирьох імператорів і закінчився деспотією Флавієв. До наших днів дійшли лише перші чотири книги та перші 26 розділів п'ятої книги, що охоплюють 69 рік та першу частину 70 року. Вважається, що робота тривала до смерті Доміціана 18 вересня 96 року. П'ята книга містить — як прелюдія до розповіді про перемогу Тита в першій юдейсько-римській війні — короткий етнографічний огляд стародавніх євреїв і є безцінним свідченням ставлення освічених римлян до цього народу.
Тацит написав «Історії» через 30 років, невдовзі після захоплення влади Нервою, який мав подібність до подій 69 року, коли чотири імператори — Гальба, Ото, Вітеллій і Веспасіан — кожен з яких швидко прийшов до влади. Спосіб їхнього приходу до влади показав, що оскільки імператорська влада ґрунтувалася на підтримці легіонів, імператор тепер міг бути обраний не тільки в Римі, а й у будь-якому місці імперії, де було достатньо легіонів[джерело?].
Нерва, як і Гальба, вступив на престол за призначенням сенату, у разі Нерви — після насильницької смерті попереднього імператора Доміціана. Як і Гальбе, Нерве довелося мати справу із повстанням преторіанців, і, як Гальба, він призначив свого наступника традиційним способом — усиновленням. Гальба, якого Тацит описує як немічного старого, вибрав наступника, нездатного через свою суворість завоювати віру та контроль над військами. Натомість Нерва зміцнив свою владу, встановивши зв'язок між троном і Траяном, який був генералом Верхнерейнських легіонів і користувався популярністю в армії. Ймовірно, Тацит був членом імператорської ради, на якій Траян був обраний як приймач.

## Ідеологія
У першій книзі «Historiae» мова, вкладена в уста Гальби, ясно показує ідеологічну та політичну позицію Тацита. Чиста повага Гальби до формальностей та відсутність політичного реалізму зробили його нездатним контролювати події. Навпаки, Нерва прийняв Траяна, який зміг зберегти єдність легіонів, не допустити участі армії в імперській політиці, припинити заворушення у легіонах і цим запобігти суперництву претендентів на трон. Тацит був упевнений, що тільки principatus («принц», тобто монархічний імператор) міг підтримувати мир, вірність армій та згуртованість імперії.
Обговорюючи прихід до влади Августа Цезаря, Тацит каже, що після битви при Актіумі об'єднання влади в руках принцепса було потрібне для збереження миру. Принц не повинен бути ні тираном, як Доміціан, ні дурнем, як Гальба. Він може бути здатний зберегти імперію, зберігши престиж і гідність сенату. (Сенека звертається до того ж питання). Тацит, не маючи жодних ілюзій, вважав правління приймальних імператорів єдиним можливим вирішенням проблем імперії.